# آنیتا مورجانی
آنیتا مورجانی، نویسنده کتاب کی زمردن کم شدم (کتاب) (به انگلیسی: Dying to be me)پر فروش‌ترین کتاب به انتخاب نیویورک تایمز است. او به عنوان سخنران در دانشکده علوم رفتاری دانشگاه هنگ‌هنگ دربارهٔ مسائلی از جمله نحو رویارویی با بیماری‌های غیرقابل درمان یا مرگ و روانشناسی اعتقادات معنوی فعالیت می‌کند. و همچنین مشاور تبادلات فرهنگی در شرکت‌های چند ملیتی هنگ کنگ است.
او در سال ۲۰۰۲ به لنفوم مبتلا شد و بعد از چهار سال مبارزه بی‌امان، در سال ۲۰۰۶ در کما فرو رفت و در دوران کما تجربه نزدیک به مرگ شگفت‌انگیزی داشت که به نحو خاصی نگرش او را به زندگی متحول کرد..
بعد از سه روز به‌طور غیرمنتظره‌ای از حالت کما بیرون آمد، و هیچ نشانه‌ای از سرطان در او مشاهده نمی‌شد.

## زندگی
آنیتا مورجانی در سنگاپور متولد شد. والدینش هندی‌الاصل بودند. او در سن دو سالگی همراه با خانواده و برادرش به هنگ کنگ رفت. و تحصیلاتش را در مدارس بریتانیایی آغاز کرد. آنیتا در کتابش توضیح می‌دهد که در دوران مدرسه به سبب تفاوت فرهنگی‌اش، بیشتر اوقات مورد تمسخر همکلاسی‌هایش قرار می‌گرفته‌است او به سه زبان انگلیسی، کانتونی ( یکی از گویش‌های چینی) و سیندهی ( گویش هندی) صحبت می‌کند.

## تجربه نزدیک به مرگ
آنیتا مورجانی در سال ۲۰۰۲، متوجه غده‌ای روی شانه راست خود می‌شود، اما این موضوع را نادیده می‌گیرد، بعد از چند هفته متوجه می‌شود که به سرطان دستگاه لنفاوی مبتلا شده‌است. او برای درمان بیماری‌اش از روش‌های درمانی طبیعی مانند پزشکی کل‌نگر، پزشکی جایگزین و طب سنتی و روش درمانی آیورودا استفاده می‌نماید. اما در نهایت پزشکان اعلام می‌کنند که برای نجات دادن او دیر شده‌است و غدد سرطانی تمام بدن او را گرفته‌اند. در دوم فوریه ۲۰۰۶ به حالت کمای عمیق فرو می‌رود. در حالی که پزشکان ساعت‌های آخر عمرش را انتظار می‌کشیدند. بعد از سه روز از کما خارج می‌شود و به خانواده‌اش می‌گوید که در این سه روز از تمام اتفاقاتی که در اطرافش رخ می‌داده باخبر بوده‌است. بعد از انجام آزمایش‌های متعدد پزشکان متوجه می‌شوند که هیچ اثری از سرطان در بدنش وجود ندارد و بیماری‌اش کاملاً بهبود یافته‌است.

## زندگی شخصی
آنیتا مورجانی، در هنگ‌کنگ با همسرش دنی مورجانی که او نیز هندی الاصل است آشنا شد و در دسامبر ۱۹۹۵ زندگی مشترکشان را شروع کردند. او به جز مواقعی که برای ارائه کنفرانس‌هایش به نقاط مختلف جهان سفر می‌کند، باقی اوقاتش را در کالیفرنیا به سر می‌برد.

## ترجمه به زبان‌های دیگر
کتاب کی زمردن کم شدم در سال ۲۰۱۲ به زبان فرانسه و در سال ۱۳۹۳ با نام کی زمردن کم شدم توسط محمود دانایی به فارسی ترجمه شد.